# سنت فلورنتین، اندر
سنت فلورنتین، اندر (به فرانسوی: Saint-Florentin) یک کمون در فرانسه است که در اندر واقع شده‌است. سنت فلورنتین ۱۵٫۹۵ کیلومتر مربع مساحت و ۴۹۳ نفر جمعیت دارد و ۱۲۶ متر بالاتر از سطح دریا واقع شده‌است.